# 帧校验序列

以太网数据包的结构，包括终止以太网帧的FCS

帧校验序列（英語：A frame check sequence，FCS）是在网络传输协议中添加到帧中的错误检测代码。 帧的功能是将负载数据从源发送到目的地。

## 目的
所有帧以及其中包含的字元、字节和字段都非常容易产生错误。FCS字段包含一个由源节点根据帧中的数据计算出来的数字。这个数字被添加到帧的末尾，在目的节点接收到该帧后，将根据接收到的帧数据重新计算FCS，并与帧中原本包含的FCS进行比较。如果计算产生的FCS和收到的FCS不一致，就可以断定该帧存在错误。
FCS只能做到检测错误而不能修复错误，要想修复错误，必须通过其他手段来实现。在以太网中，如果检测出了某个帧存在错误，那么这个帧会被直接丢弃，而不会提出重新传输的请求。但是在传输控制协议中，系统就可以侦测到数据丢失并提出重新传输请求。

## 实施

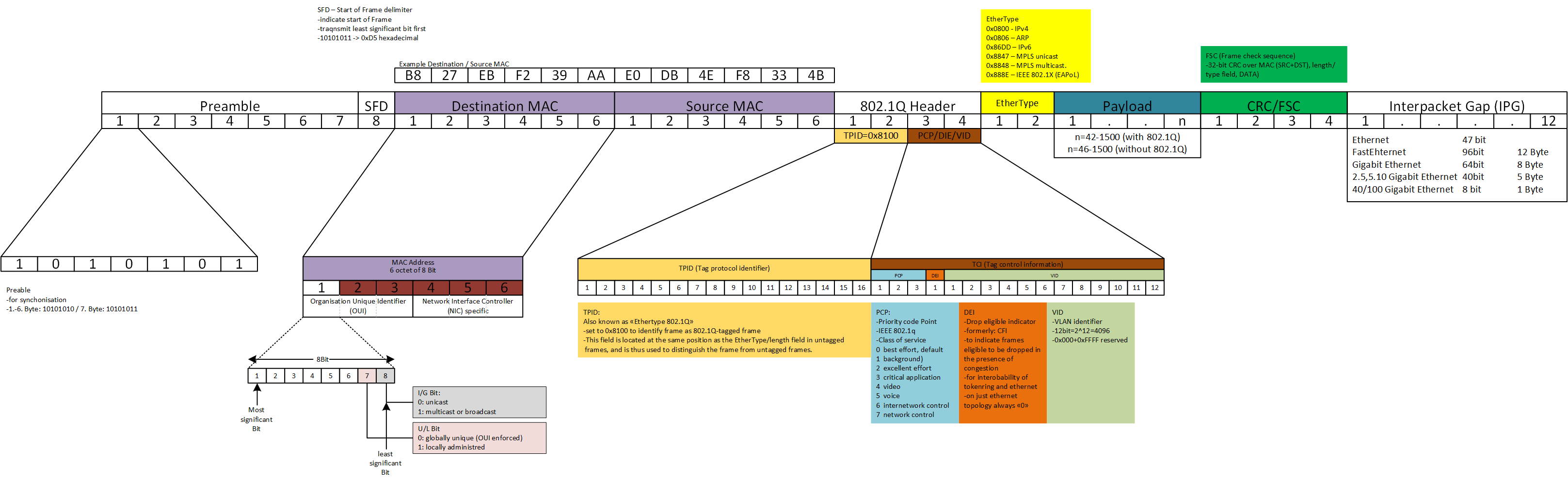
以太网帧的详细结构